# 애마부인 6
"애마부인 6"는 대한민국의 성인 영화이다.

## 캐스팅
- 소비아
- 다희아
- 주리혜
- 독고영재